# العنكبوت (البرجوازية)
العنكبوت او سبيدر هو منحوتة لويز بورجوا .  تم تنفيذه في عام 1996 كإصدار من سلسلة بعنوان سللس Cells  وتم تصويره في عام 1997 ؛ من البرونز مع طلاء نترات الفضة ، وكان أول إصدار من الفولاذ.  العنكبوت نفسه مصنوع من البرونز ، بينما القفص مصنوع من الفولاذ. 
حققت منحوتت العنكبوت سبايدر الرقم القياسي لأغلى منحوتات لامرأة ثلاث مرات متتالية ، وتم بيعها مقابل 32.1 مليون دولار  في عام 2019.

## المكونات
بينما العنكبوت نفسه من البرونز ، يستخدم باقي التمثال مجموعة متنوعة من تقنيات الوسائط المتعددة. تشمل هذه المواد الفولاذ ,الخشب ,الزجاج ,النسيج ,المطاط ,العظام ,الفضة والذهب.  يبلغ ارتفاع العنكبوت 175 × 262 × 204 بوصة ،  ارتفاعًا يبلغ 15 قدمًا تقريبًا. يوجد تحت بطن جسم العنكبوت الرئيسي سلة بداخلها ثلاث بيضات زجاجية. يحوم العنكبوت فوق قفص فولاذي كبير ، حيث يستقر جسمه في الأعلى وتحيط به أرجل عملاقة. يوجد داخل القفص كرسي مفرد عليه نسيج. القفص مزين بالعديد من المفروشات الأخرى كذلك. هناك أيضًا العديد من الأشياء المنزلية والحلي التي تم تعليقها أو نثرها أو لصقها في القفص.